# Mike Wofford
Mike Wofford (* 25. Februar 1938 in San Antonio/Texas) ist ein US-amerikanischer Jazzpianist und -komponist.

## Leben und Wirken
Wofford wuchs in San Diego/Kalifornien auf und hatte seine ersten professionellen Auftritte mit James Moody im Lighthouse Cafe in Hermosa Beach und gehörte später den Bands von Shelly Manne und Shorty Rogers an. Er arbeitete in den Folgejahren mit Musikern wie Zoot Sims, Joe Pass, Barney Kessel, Robert Conti, Harry „Sweets“ Edison, Eddie „Cleanhead“ Vinson und Bud Shank.
Ab 1979 begleitete er die Sängerin Sarah Vaughan; später trat er mit Benny Carter auf. 1989 wirkte er an All That Jazz, dem letzten Studioalbum von Ella Fitzgerald mit, mit der er bis 1992 tourte. Außerdem begleitete er mit seinem Quartett die Sängerin Lorez Alexandria. Danach wurde er Mitglied der Band von Kenny Rankin. Als Hauspianist der Jazzclubs Elario’s und Horton Grand Hotel in San Diego trat er u. a. mit Kenny Burrell, Benny Golson, Art Farmer, Charlie Haden, Slide Hampton, Clifford Jordan und Ray Brown auf. Er leitet eigene Bands und ist Co-Leader eines Quartetts mit seiner Frau, der Flötistin Holly Hofmann. Im Jahr 2000 spielte er im Trio mit Anthony Ortega und Joe LaBarbera (Scattered Clouds).

## Diskographie (Auswahl)
- Strawberry Wine mit John Doling, John Guerin, 1966
- Sure Thing mit Tom Azarello, Monty Budwig, John Guerin, Jim Plank, Andy Simpkins, 1967
- Summer Night mit Monty Budwig, John Guerin, 1967
- Scott Joplin: Interpretations '76 mit Chuck Domanico, Shelly Manne, 1976
- Afterthoughts, Soloalbum, 1978
- Mike Wofford Trio Plays Jerome Kern mit Jim Plank, Andy Simpkins, 1980
- Mike Wofford Quartet Plays Jerome Kern, Vol. 2 mit Jim Plank, Andy Simpkins, 1980
- Plays Jerome Kern, Vol. 3 mit Jim Plank, Andy Simpkins, 1981
- Funkallero mit Sherman Ferguson, Andy Simpkins, Paul Sundford, 1987
- Plays Gerald Wilson: Gerald's Peoplet mit Richie Gajate Garcia, Rufus Reid, 1988
- Live at Maybeck Recital Hall, Vol. 18, Soloalbum, 1992
- Synergy mit Joe LaBarbera, Rob Thorsen, 1998
- Bertram Turetzky/Mike Wofford Transition & Transformation, mit George Lewis, Glen Campell, Mary Lindblom, Lorie Kirkell, Kristin Korb, 2000
- Time Cafe mit Duncan Moore, Darek Oleszkiewicz, 2001
- Live at Athenaeum Jazz mit Victor Lewis, Peter Washington, 2004
- Mike Wofford / Holly Hofmann Quintet: Turn Signal, 2011
- It’s Personal, Soloalbum 2013